# Ejes choklad
Ejes choklad är en chokladtillverkare på Östermalm i Stockholm.

## Historik
Företaget grundades 1923 av Judith Andersson som en karamellfabrik, Judith Anderssons karamellfabrik. Den var då belägen på Birger Jarlsgatan 124.
I början av 1963 skulle Birger Jarlsgatan 124 rivas och man flyttade till Erik Dahlbergsgatan 25. Innan flytten fotograferades verksamheten av Lennart af Petersens på Stadsmuseet.
Verksamheten övertogs av Judiths son Erik Andersson som kallades "Eje". Namnet ändrades senare till Ejes choklad.
Erik Andersson sålde på 1980-talet vidare företaget till familjen Ardebäck, som år 2024 alltjämt drev det.
År 1990 utsågs företaget till kunglig hovleverantör.